# Lahimia
Lahimia — рід викопних гієнодонтів, відомих із селандського етапу (середній палеоцен) Марокко.